# Arthromygalidae
Famille
Les Arthromygalidae sont une famille fossile d'araignées.

## Répartition
Les espèces de cette famille ont été découvertes en République tchèque, en Pologne, en France et en Angleterre. Elles datent du Carbonifère.

## Description
L'aspect général de ces araignées rappelle les mygales.

## Liste des genres
Selon The World Spider Catalog 18.0 :
- † Arthromygale Petrunkevitch, 1923
- † Eolycosa Kusta, 1885
- † Geralycosa Kusta, 1888
- † Kustaria Petrunkevitch, 1953
- † Palaranea Frič, 1873
- † Protocteniza Petrunkevitch, 1949
- † Protolycosa Roemer 1866
- † Rakovnicia Kusta, 1884

## Systématique
Le nom valide de ce taxon est Arthromygalidae Petrunkevitch, 1923.
Cette famille est placée à la base des Araneae après avoir été longtemps considérée comme des araignées mesotheles.

### Publication originale
- (en) Petrunkevitch, « On families of spiders », Annals of the New York Academy of Sciences, 1923, vol. 29, p. 145-180.